# Cantonul Ribeauvillé
Cantonul Ribeauvillé este un canton din arondismentul Colmar-Ribeauvillé, departamentul Haut-Rhin, regiunea Alsacia, Franța.

## Comune
- Bergheim
- Guémar
- Hunawihr
- Illhaeusern
- Ostheim
- Ribeauvillé (reședință)
- Rodern
- Rorschwihr
- Saint-Hippolyte
- Thannenkirch